# Hlavní hřeben Alp
Hlavní hřeben Alp, nazývaný také Hlavní alpské rozvodí, je centrální linie hor, která tvoří vodní předěl tohoto horského pásma. Postupně podél této linie hor se jedná o rozvodí čtyř řek, Rýna, Dunaje, Rhôny a Pádu resp. moří, Severního, Černého, Středozemního a Jaderského, do kterých se tyto řeky vlévají. Celková délka hlavního hřebene od Ligurského moře po Vídeňskou pánev činí zhruba 1600 km. Hřeben je v mnoha průsmycích protínán silnicemi pro automobilovou dopravu.

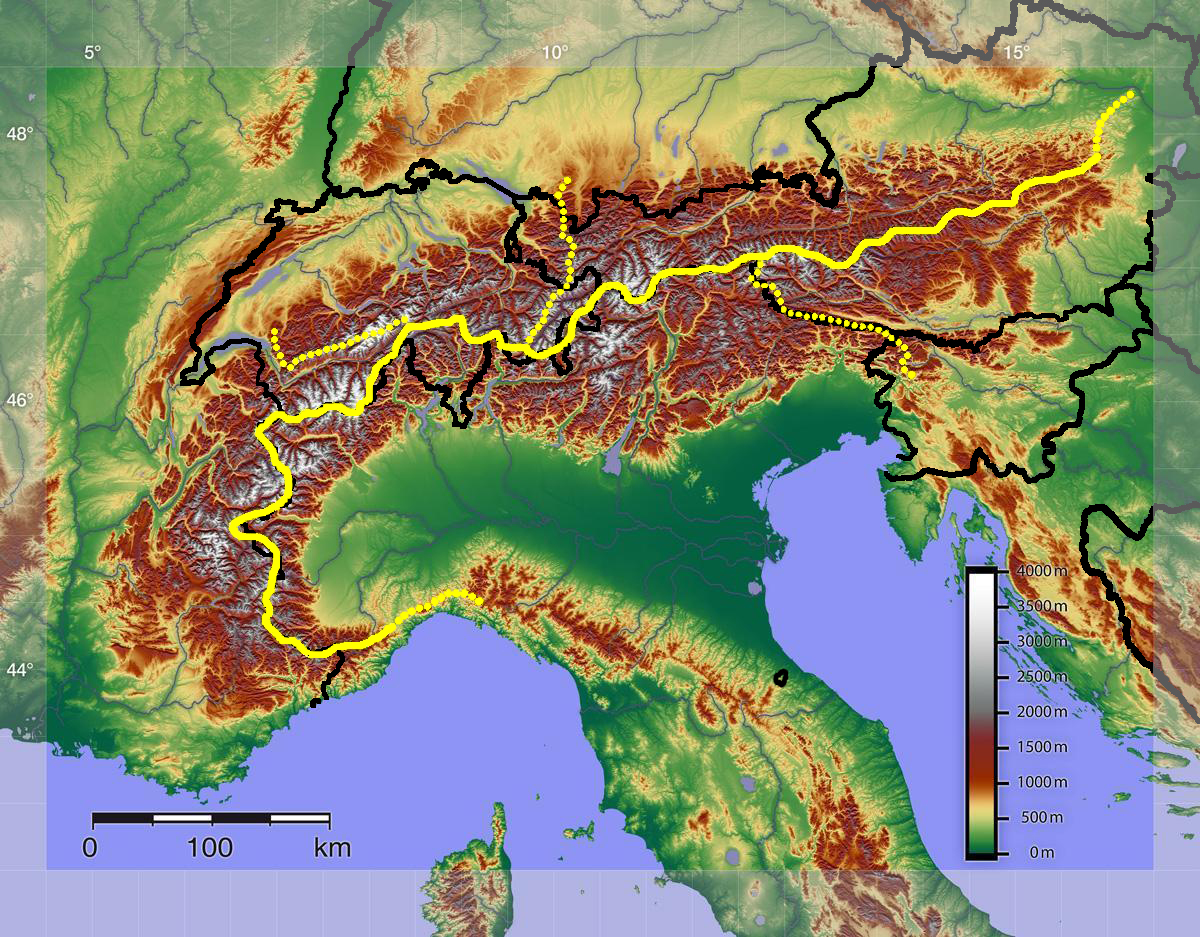
Průběh hlavního hřebene a podružných rozvodí, hranice států

Hlavní hřebeny rozličných pohoří jsou tradičně určovány tímto způsobem a obvykle se v nich nacházejí nejvyšší vrcholy daného pohoří. Alpy jsou poněkud neobvyklým případem, ve kterém několik významných horských skupin s vysokými vrcholy leží až ve značné vzdálenosti od hlavního hřebene. Těmito skupinami jsou Dauphineské Alpy, Východní a Západní Grajské Alpy, Bernské Alpy, skupiny Glarner, Albula, Adamello-Presanella, Silvretta, Ortles, Dolomity a rovněž alpské oblasti ve Vorarlbersku, Bavorsku a Salcbursku.

## Hlavní členění
Alpy jsou obecně rozdělovány na dvě základní části a to na Západní Alpy a Východní Alpy. Tyto části jsou pomyslně odděleny linií mezi Bodamským jezerem na severu a jezerem Como na jihu, přičemž tato linie je převážně určována tokem řeky Rýna. Do roku 1919 bylo však rozhraní mezi nimi vedeno podle politických hranic, takže určující linií tehdy byly hranice Švýcarska s Rakouskem a Itálií.
Západní Alpy jsou výrazně vyšší, ale jejich centrální hřeben je kratší a více zakřivený. Jsou situovány na území Francie, Itálie a Švýcarska. Jejich nejvyšším vrcholkem je Mont Blanc (4808 m n. m.), přičemž se v nich nachází 81 z celkových 82 samostatných alpských čtyřtisícovek. Vyznačují se vysokým zaledněním.
Východní Alpy, jejichž hlavní hřeben je protáhlý a víceméně přímočarý ve směru západ - východ, se nacházejí ve Švýcarsku, Rakousku, Německu, Itálii a Slovinsku. Nejvyšším vrcholem ve Východních Alpách a jedinou jejich čtyřtisícovkou je Piz Bernina (4049 m n. m.). Plošně jsou oproti Západním Alpám rozsáhlejší, činí asi 60 % celkové rozlohy Alp.

## Průběh hlavního hřebene

### Západní Alpy

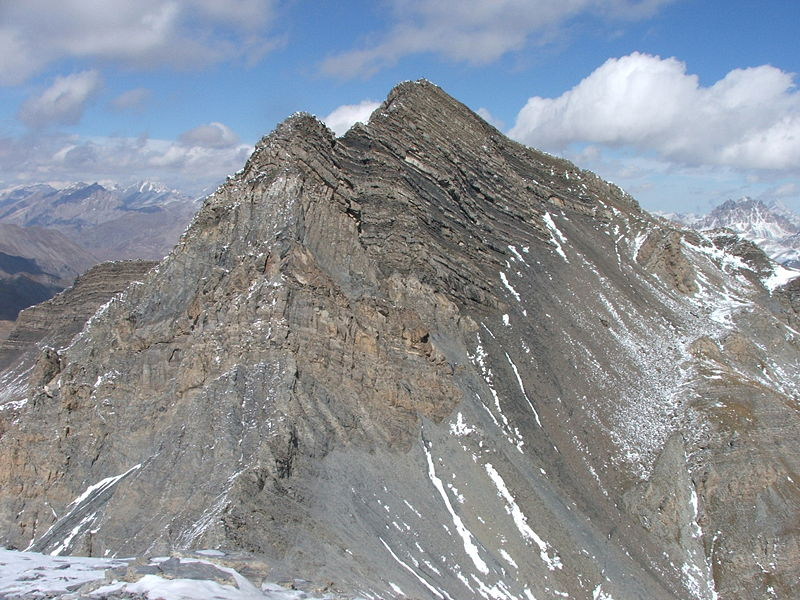
Přímořské Alpy: Enciastraia, pohled z Rocca dei Tre Vescovi

Hlavní hřeben začíná na sedle Colle di Cadibona (jiným názvem Bocchetta di Altare, 436 m), severozápadně od italského města Savona, ležícího na pobřeží Janovského zálivu. Toto sedlo je považováno za předěl mezi Alpami a Apeninami. Hřeben odtud zprvu směřuje jihozápadním směrem, poté se stáčí na západ k vrcholu Punta Marguareis (2651 m) a sedlu Col di Tenda (1871 m), přičemž až na konci tohoto úseku se zdvihá výrazněji nad pásmo jehličnatých lesů. Z Col di Tenda vede zhruba směrem na západ a poté severozápadně k vrcholu Rocca dei Tre Vescovi (2840 m), nacházejím se přímo na jih od vrcholu Enciastraia (2955 m). Po cestě se přímo na rozvodí zvedá několik vrcholů do výše okolo 3000 m, avšak nejvyšší z nich, Monte Argentera (3297 m), leží několik kilometrů na sever od hlavního hřebene. Od vrcholu Rocca dei Tre Vescovi (francouzsky Rocher des Trois Évêques, 2867 m) rozvodí běží po dlouhou dobu severním směrem, přičemž dva nejimpozantnější vrcholy této části Alp leží kousek na západ (Aiguille de Chambeyron, 3412 m) resp. na východ (Monviso, 3841 m) od rozvodí. Od závěru italského údolí Val Pellice hlavní hřeben směřuje k severozápadu a poněkud se snižuje jeho průměrná výška, až dosáhne výrazného vrcholu Mont Thabor (3178 m). Nedaleko od tohoto vrcholu se hřeben láme směrem na severovýchod resp. východ a tvoří tak zde špičku, ve které hlavní hřeben vybíhá nejvíce směrem na západ. Následná část hřebene směřuje k východu a kulminuje na vrcholu Aiguille de Scolette (3505 m), poté klesá a po nějaké době dělá velký obrat k severozápadu. Přichází do sedla Col du Mont Cenis (2083 m) a za ním směřuje k jihovýchodu, až vystoupá na mohutnou horu Rocciamelone (3509 m). Odtud běží hřeben směrem na sever až po východní vrchol Levanny (3555 m), oblastí řady zasněžených vrcholů, přičemž nejimpozantnější z nich, Pointe de Charbonnel (3760 m), leží poněkud na západ od něj. Zde se hřeben ještě jednou ohýbá k severozápadu a zvedá se do několika impozantních vrcholů (nejvyšším z nich je Aiguille de la Grande Sassiére, 3751 m), předtím než dospěje do výrazné sníženiny sedla Col du Petit St Bernard (2188 m).
Poté hřeben krátce směřuje na severozápad k sedlu Col de la Soigne (2516 m), odtud na sever a poté na východ řetězem hor masivu Mont Blancu, až kulminuje na samotném vrcholu Mont Blancu (4808 m), nejvyšší hoře Alp. Odtud vede hřeben přes několik vrcholů s výškou přes 4000 m směrem k uzlovému vrcholu  Mont Dolent (3823 m). Odtud, po krátkém směrování na jihovýchod, se hlavní hřeben poblíž sedla Col du Grand St Bernard (2469 m) stáčí východním směrem, který udržuje až k Monte Rose. V tomto masivu, zahrnujícím několik samostatných čtyřtisícových vrcholů, se hřeben stáčí severním směrem a posléze, znovu východním směrem, postupně klesá do sedla Simplon Pass (2005 m). V úseku mezi sedly Grand St Bernard a Simplon si hlavní hřeben udržuje vyšší průměrnou výšku než v kterékoliv jiné své části. Avšak, ačkoliv na něm leží mnoho významných štítů, jako jsou Mont Vélan (3727 m), Matterhorn (4478 m), Lyskamm (4527 m), Nordend v Monte Rose (4609 m) a Weissmies (4023 m), řada vysokých štítů této alpské oblasti, jako Grand Combin (4314), Dent Blanche (4357), Weisshorn (4505), nejvyšší vrchol Monte Rosy - Dufourspitze (4634) a Dom (4545), se nachází v severních odvětveních a nikoliv v hlavním hřebeni. Hřeben mezi Grand St Bernard a Simplon klesá pouze na několika místech pod úroveň 3000 m n. m.

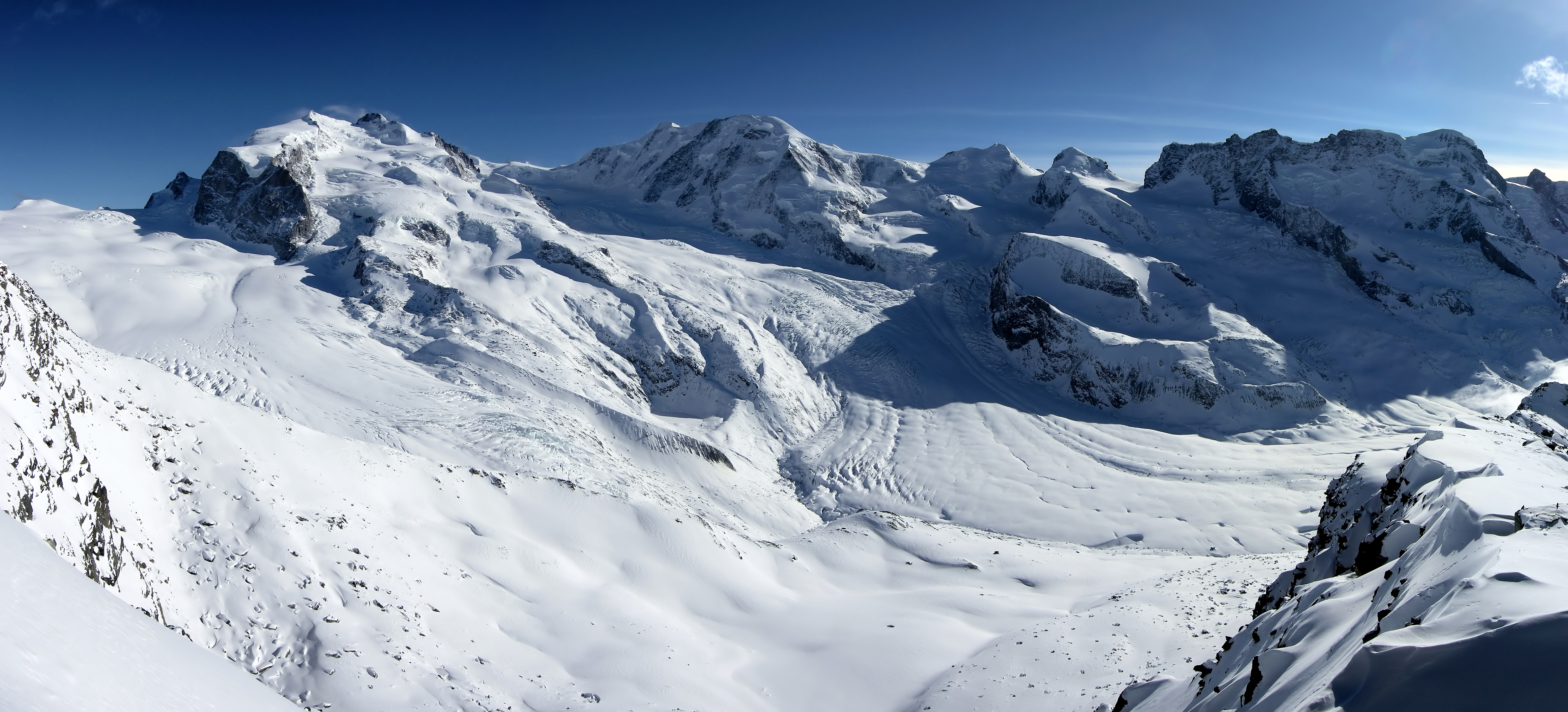
Walliské Alpy: Hlavní hřeben v úseku Breithorn - Nordend (zprava doleva); uprostřed ledovec Grenzgletscher

Od Simplon Pass k sedlu Gotthard Pass probíhá vodní předěl severovýchodním směrem a všechny zdejší vyšší vrcholy, včetně Monte Leone (3533 m) a Pizzo Rotondo (3192 m) se nacházejí na něm. To je kontrastem k dlouhé předcházející části hřebene, kde tomu tak není, jak je výše zmíněno. Od sedla Gotthard Pass do sedla Lukmanier Pass vede hřeben jednoznačně východním směrem. Odtud pak směrem na severovýchod, avšak zanedlouho se prudce stáčí k jihu až k Vogelsbergu (3220 m), kde opět nabývá východního směru až do sedla Splügen Pass (2155 m). V tomto úseku všechny nejvýraznější vrcholy, Scopi (3200 m), Piz Mendel (3210 m), Rheinwaldhorn (3402 m), Pizzo Tambo (3279 m), leží v hlavním hřebeni. Splügen Pass je na hlavním hřebeni rozhraním mezi Západními a Východními Alpami.

### Východní Alpy
Od Splügen Pass  dělá hřeben ve svém v zásadě východním směru další odskok jižním směrem až do blízkosti Piz Gallaguin (3107 m), odkud se vydává východním směrem do sedla Maloja Pass (1815 m). V tomto úseku je pozoruhodným místem sedlo Pass Lunghin (2644 m) které je označováno jako rozvodí tří moří – Černého, Jaderského a Severního. Z Maloja Passu hlavní rozvodí na krátkém úseku míří k jihovýchodu a pak probíhá východním směrem na kótu La Spedla, která je předvrcholem nejvyššího bodu skupiny Bernina i celých Východních Alp, vrcholu Piz Bernina (4049 m) a odtud dále na sedlo Bernina Pass (2328 m).
Další průběh hlavního hřebene směrem k sedlu Reschen Pass je zde poněkud neurčitý. Zvedá se k vrcholu Corno di Campo (3232 m), za kterým směřuje lehce k severovýchodu, prochází okolo pramenů Addy a sedlem Fraèle Pass (1955 m) a pokračuje na sedlo Ofen Pass (2149 m), odkud míří na sever, zdvihá se znovu k Piz Sesvenna (3204 m) a dále klesá na Reschen Pass (1504 m).
Východně od tohoto sedla hlavní hřeben pokračuje na východ a severovýchod k sedlu Brenner Pass po sněhových hřebenech Ötztalských a Stubaiských Alp, kde nejvýraznějším jeho vrcholem je Weißkugel (3739 m) v Ötztalských Alpách. Nejvyšší vrcholy obou skupin, Wildspitze (3774 m) a Zuckerhütl (3505 m), leží poněkud severně od hřebene.

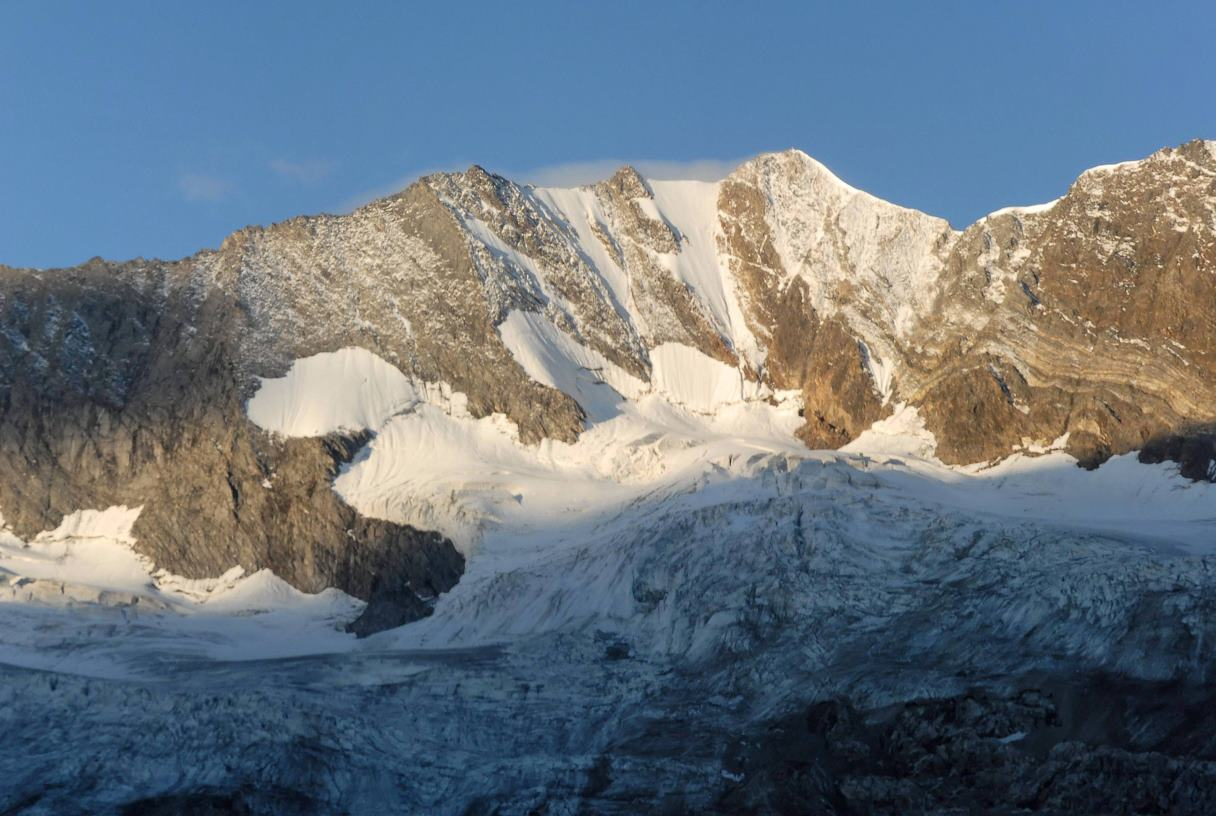
Hlavní hřeben v Zillertalských Alpách - Hochfeiler od severu

Brenner Pass (1374 m) je nejnižším ze všech zásadních silničních sedel v hlavním hřebeni.  Byl vždy a je hlavním pojítkem silniční dopravy mezi Německem a Itálií. Odtud po nějakou dobu běží hlavní rozvodí východním směrem přes nejvyšší hřebeny Zillertalských Alp, které dosahují úrovně 3510 m n. m. vrcholem Hochfeileru. Nedaleko potom, na vrcholu Dreiherrnspitze (3499 m), již ve skupině Venediger, se hřeben štěpí na dvě výrazné větve. Většina pramenů považuje za hlavní větev směřující k východu a severovýchodu, nicméně významná je i jižní větev, směřující do Slovinska.
Hlavní hřeben probíhá dále východním směrem přes Vysoké Taury včetně jejich nejvyšších vrcholů Großvenedigeru (3666 m) a Großglockneru (3798 m) a na ně navazující Nízké Taury, které končí v sedle Schober Pass (849 m). Hřeben pak dále probíhá jednoznačně severovýchodním směrem, avšak jeho linie ztrácí na výšce i na zřetelnosti a povětšinou je již porostlá lesní vegetací. V konečné části ztrácí hřeben funkci rozvodí, neboť toky z obou jeho stran se vlévají do Dunaje před resp. za Vídní. Posledním výběžkem Alp na jejich východním konci a ukončením hlavního hřebene bývá označován vrch Leopoldsberg (425 m), strmě se tyčící nad Dunajem, v jehož těsné blízkosti se nachází. Za Dunajem navazují na Alpy Karpaty, které byly vyzdviženy stejně jako Alpy v rámci alpinského vrásnění.

#### Jižní větev
Jižní větev směřuje z Dreiherrnspitze zprvu krátce na jihozápad, poté na jih a v okolí vrcholu Hochgall (3436 m) se stáčí na jihovýchod. Krátce prochází severním okrajem Dolomit v podskupině Sextenských Dolomit a dále pokračuje jednoznačně východním směrem po dlouhém hlavním hřebeni skupiny Karnské Alpy, včetně nejvyššího vrcholu této skupiny, Hohe Warte (2780 m). V tomtéž směru pak navazují Karavanky, taktéž tvořené jasně patrnou hřebenovou linií, a východně od nich Kamnické Alpy. Nejvyšší skupina této jihovýchodní alpské oblasti, Julské Alpy, zůstávají kompletně mimo tento hřeben. Jižní větev končí západně od Mariboru ve skupině Pohorje. Tato jižní větev je rozvodím mezi Středozemním a Černým mořem.

### Vybrané význačné vrcholy a sedla na hlavním hřebeni (postupně od JZ k SV)
| Alpská skupina                        | Vrchol (V) nebo sedlo (S)                 | Nadmořská výška (m n. m.) |
| ------------------------------------- | ----------------------------------------- | ------------------------- |
| Ligurské Alpy/Apeniny                 | Colle di Cadibona (S)                     | 436                       |
| Ligurské Alpy                         | Colla del Termine (S)                     | 665                       |
| Ligurské Alpy                         | Colla di San Giacomo (S)                  | 796                       |
| Ligurské Alpy                         | Bassa della Scoggia (S)                   | 940                       |
| Ligurské Alpy                         | Colle del Melogno (S)                     | 1028                      |
| Ligurské Alpy                         | Alpi Ligure (S)                           | 1140                      |
| Ligurské Alpy                         | Giogo di Toirano (S)                      | 807                       |
| Ligurské Alpy                         | Colle San Bernardo (S)                    | 957                       |
| Ligurské Alpy                         | Colle di Nava (S)                         | 941                       |
| Ligurské Alpy                         | Punta Marguareis (V)                      | 2651                      |
| Ligurské Alpy/Přímořské Alpy          | Col di Tenda (S)                          | 1871                      |
| Přímořské Alpy                        | Mont Clapier (V)                          | 3051                      |
| Přímořské Alpy                        | Col de la Lombarde (S)                    | 2351                      |
| Přímořské Alpy                        | Mont Ténibre (V)                          | 3031                      |
| Přímořské Alpy                        | Rocca dei Tre Vescovi (V)                 | 2867                      |
| Přímořské Alpy                        | Monte Enciastraia (V)                     | 2954                      |
| Přímořské Alpy/Kotické Alpy           | Colle della Maddalena (Col de Larche) (S) | 1991                      |
| Kotické Alpy                          | Col de Mary (S)                           | 2641                      |
| Kotické Alpy                          | Col de Longet (S)                         | 2650                      |
| Kotické Alpy                          | Col Agnel (S)                             | 2744                      |
| Kotické Alpy                          | Punta Gastaldi (V)                        | 3214                      |
| Kotické Alpy                          | Colle della Croce (Col Lacroix) (S)       | 2299                      |
| Kotické Alpy                          | Punta Ramiere (Bric Froid) (V)            | 3302                      |
| Kotické Alpy                          | Col de Montgenévre (S)                    | 1854                      |
| Kotické Alpy/Grajské Alpy             | Col de l´Échelle (S)                      | 1779                      |
| Grajské Alpy                          | Mont Thabor (V)                           | 3178                      |
| Grajské Alpy                          | Aiguille de Scolette (V)                  | 3506                      |
| Grajské Alpy                          | Col du Mont Cenis (S)                     | 2083                      |
| Grajské Alpy                          | Rocciamelone (V)                          | 3538                      |
| Grajské Alpy                          | Levanna Orientale (V)                     | 3555                      |
| Grajské Alpy                          | Aiguille de la Grande Sassiére (V)        | 3747                      |
| Grajské Alpy/Mont Blanc               | Col du Petit Saint Bernard (S)            | 2188                      |
| Mont Blanc                            | Col de la Seigne (S)                      | 2516                      |
| Mont Blanc                            | Mont Blanc (V)                            | 4808                      |
| Mont Blanc                            | Mont Dolent (V)                           | 3820                      |
| Mont Blanc/Walliské Alpy              | Grand Col Ferret (S)                      | 2537                      |
| Walliské Alpy                         | Col du Grand Saint Bernard (S)            | 2469                      |
| Walliské Alpy                         | Mont Vélan (V)                            | 3727                      |
| Walliské Alpy                         | Matterhorn (V)                            | 4478                      |
| Walliské Alpy                         | Lyskamm (V)                               | 4527                      |
| Walliské Alpy                         | Lisjoch (S)                               | 4151                      |
| Walliské Alpy                         | Nordend (V)                               | 4609                      |
| Walliské Alpy                         | Schwarzberghorn (V)                       | 3609                      |
| Walliské Alpy                         | Monte Moro Pass (S)                       | 2870                      |
| Walliské Alpy                         | Pizzo d'Andolla (V)                       | 3654                      |
| Walliské Alpy                         | Simplonpass (S)                           | 2005                      |
| Walliské Alpy                         | Monte Leone (V)                           | 3552                      |
| Walliské Alpy                         | Albrun Pass (Passo d'Arbola) (S)          | 2409                      |
| Walliské Alpy/Gotthardské hory        | Nufenen Pass (S)                          | 2480                      |
| Gotthardské hory                      | Pizzo Rotondo (V)                         | 3192                      |
| Gotthardské hory                      | Gotthard Pass (S)                         | 2108                      |
| Gotthardské hory/Adulské Alpy         | Lukmanier Pass (S)                        | 1916                      |
| Adulské Alpy                          | Scopi (V)                                 | 3200                      |
| Adulské Alpy                          | Piz Mendel (V)                            | 3210                      |
| Adulské Alpy                          | Rheinwaldhorn (Adula) (V)                 | 3402                      |
| Adulské Alpy/Skupina Tambo            | Passo del San Bernardino (S)              | 2065                      |
| Skupina Tambo                         | Pizzo Tambo (V)                           | 3279                      |
| Skupina Tambo/Skupina Platta          | Splügenpass (Passo dello Spluga) (S)      | 2155                      |
| Skupina Platta                        | Piz Timun (Pizzo di Emet) (V)             | 3211                      |
| Skupina Platta                        | Pass da Sett (Passo del Settimo) (S)      | 2310                      |
| Skupina Platta                        | Piz Lunghin (V)                           | 2780                      |
| Skupina Platta/Skupina Bernina        | Maloja Pass (S)                           | 1815                      |
| Skupina Bernina                       | La Spedla (V)                             | 4017                      |
| Skupina Bernina/Livignské Alpy        | Bernina Pass (S)                          | 2328                      |
| Livignské Alpy                        | Livigno Pass (S)                          | 2315                      |
| Livignské Alpy                        | Cima di Campo (Corn da Camp) (V)          | 3302                      |
| Livignské Alpy                        | Passo di Foscagno (S)                     | 2291                      |
| Livignské Alpy/Ortles                 | Passo di Fraèle (S)                       | 1955                      |
| Ortles/Skupina Sesvenna               | Passo del Forno (Ofen Pass) (S)           | 2149                      |
| Skupina Sesvenna                      | Piz Sesvenna (V)                          | 3205                      |
| Skupina Sesvenna/Ötztalské Alpy       | Reschen Pass (S)                          | 1504                      |
| Ötztalské Alpy                        | Hennesiglspitz (Punta della Gallina) (V)  | 3144                      |
| Ötztalské Alpy                        | Weißkugel (Palla Bianca) (V)              | 3738                      |
| Ötztalské Alpy                        | Similaun (V)                              | 3606                      |
| Ötztalské Alpy                        | Hohe Wilde (Cima Altissima) (V)           | 3482                      |
| Ötztalské Alpy/Stubaiské Alpy         | Timmelsjoch (S)                           | 2474                      |
| Stubaiské Alpy                        | Wilder Pfaff (Cima del Prete) (V)         | 3456                      |
| Stubaiské Alpy                        | Wilder Freiger (Cima Libera) (V)          | 3419                      |
| Stubaiské Alpy                        | Pflerscher Tribulaun (V)                  | 3096                      |
| Stubaiské Alpy/Zillertalské Alpy      | Brenner Pass (S)                          | 1374                      |
| Zillertalské Alpy                     | Hochfeiler (Gran Pilastro) (V)            | 3510                      |
| Zillertalské Alpy                     | Großer Löffler (Monte Lovello) (V)        | 3376                      |
| Zillertalské Alpy/Skupina Venediger   | Birnlücke (S)                             | 2665                      |
| Skupina Venediger                     | Dreiherrnspitze (V)                       | 3499                      |
| Skupina Venediger                     | Großvenediger (V)                         | 3666                      |
| Skupina Granatspitz                   | Felber Tauern n. Alter Tauern (S)         | 2481                      |
| Skupina Glockner                      | Großglockner (V)                          | 3798                      |
| Skupina Glockner/Skupina Goldberg     | Hochtor (S)                               | 2576                      |
| Skupina Goldberg                      | Hocharn (V)                               | 3254                      |
| Skupina Goldberg/Skupina Ankogel      | Niederer Tauern (Mallnitzer Tauern) (S)   | 2414                      |
| Skupina Ankogel                       | Arlscharte (S)                            | 2252                      |
| Skupina Ankogel/Radstädtské Taury     | Murtörl (S)                               | 2260                      |
| Radstädtské Taury/Schladmingské Taury | Radstädter Tauern (S)                     | 1738                      |
| Schladmingské Taury                   | Hochgoling (V)                            | 2862                      |
| Schladmingské Taury/Wölzské Taury     | Sölklpass (S)                             | 1790                      |
| Wölzské Taury/Seckauské Taury         | Triebener Tauern (S)                      | 1274                      |
| Seckauské Taury                       | Geierhaupt (V)                            | 2417                      |
| Seckauské Taury/Ennstalské Alpy       | Schoberpass (S)                           | 849                       |
| Ennstalské Alpy                       | Eisenerzer Reichenstein (V)               | 2165                      |
| Ennstalské Alpy/Hochschwab            | Präbichl Pass (S)                         | 1226                      |
| Hochschwab                            | Hochschwab (V)                            | 2277                      |
| Hochschwab/Mürzstegské Alpy           | Steirischer Seeberg (S)                   | 1246                      |
| Mürzstegské Alpy                      | Hohe Veitsch (V)                          | 1981                      |
| Mürzstegské Alpy                      | Niederalpl Pass (S)                       | 1221                      |
| Mürzstegské Alpy                      | Lahnsattel (S)                            | 1015                      |
| Mürzstegské Alpy                      | Göller (V)                                | 1766                      |
| Gutensteinské Alpy                    | Kalte Kuchel (S)                          | 728                       |
| Gutensteinské Alpy                    | Unterberg (V)                             | 1342                      |
| Gutensteinské Alpy/Vídeňský les       | Gerichtsberg (S)                          | 581                       |
| Vídeňský les                          | Klammhöhe (S)                             | 618                       |
| Vídeňský les                          | Schöpfl (V)                               | 893                       |
| Vídeňský les                          | Hermannskogel (V)                         | 542                       |
| Vídeňský les                          | Kahlenberg (V)                            | 484                       |
| Vídeňský les                          | Leopoldsberg (V)                          | 425                       |

### Silniční sedla na hlavním hřebeni se zpevněnou vozovkou pro běžný automobilový provoz
| Název sedla                           | Nadmořská výška | Spojnice mezi městy (regiony)                                             | Stát             |
| ------------------------------------- | --------------- | ------------------------------------------------------------------------- | ---------------- |
| Colle di Cadibona                     | 436             | Savona/Ceva (Ligurie)                                                     | Itálie           |
| Bassa della Scoggia                   | 940             | Orco Feglino/Calizzano (Ligurie)                                          | Itálie           |
| Colle del Melogno                     | 1028            | Orco Feglino/Calizzano (Ligurie)                                          | Itálie           |
| Giogo di Toirano                      | 807             | Toirano/Bardineto (Ligurie)                                               | Itálie           |
| Colle Scravaion                       | 875             | Balestrino/Bardineto (Ligurie)                                            | Itálie           |
| Colle San Bernardo                    | 957             | Albenga/Geressio (Ligurie)                                                | Itálie           |
| Caprauna hill                         | 1375            | Cisano sul Neva/Ormea (Ligurie)                                           | Itálie           |
| Colle di Nava                         | 941             | Imperia/Garessio (Ligurie)                                                | Itálie           |
| Col de la Lombarde                    | 2351            | Vinadio (Piemonte)/Isola (Provence-Alpes-Côte d'Azur)                     | Itálie/Francie   |
| Colle della Maddalena (Col de Larche) | 1991            | Vinadio (Piemonte)/Jausiers (Provence-Alpes-Côte d'Azur)                  | Itálie/Francie   |
| Col Agnel                             | 2744            | Casteldelfino (Piemointe)/Molines en Queyras (Provence-Alpes-Côte d'Azur) | Itálie/Francie   |
| Col de Montgenévre                    | 1854            | Briançon (Provence-Alpes-Côte d'Azur)/Cesana Torinese (Piemont)           | Francie          |
| Col de l´Échelle                      | 1779            | Briançon (Provence-Alpes-Côte d'Azur)/Bardonecchia (Piemont)              | Francie          |
| Col du Mont Cenis                     | 2083            | Susa (Piemonte)/Lanslebourg Mont Cenis (Auvergne-Rhône-Alpes)             | Francie          |
| Col du Petit Saint Bernard            | 2188            | Bourg Saint Maurice (Auvergne-Rhône-Alpes)/Courmayeur (Údolí Aosty)       | Francie/Itálie   |
| Col du Grand Saint Bernard            | 2469            | Aosta (Valle d'Aosta)/Martigny (Valais)                                   | Itálie/Švýcarsko |
| Simplon Pass                          | 2005            | Domodossola (Lombardia)/Brig (Valais)                                     | Švýcarsko        |
| Nufenen Pass                          | 2480            | Ulrichen (Wallis)/Airolo (Ticino)                                         | Švýcarsko        |
| Gotthard Pass                         | 2108            | Andermatt (Uri)/Airolo (Ticino)                                           | Švýcarsko        |
| Lukmanier Pass                        | 1916            | Olivone (Tessin)/Disentis Mustér (Graubünden)                             | Švýcarsko        |
| Passo del San Bernardino              | 2065            | Bellinzona (Tessin)/Splügen (Graubünden)                                  | Švýcarsko        |
| Splügenpass (Passo dello Spluga)      | 2155            | Chiavenna (Lombardia)/Splügen (Graubünden)                                | Itálie/Švýcarsko |
| Malojský průsmyk                      | 1815            | Chiavenna (Lombardia)/Svatý Mořic (Graubünden)                            | Švýcarsko        |
| Bernina Pass                          | 2328            | St Moritz/Poschiavo (Graubünden)                                          | Švýcarsko        |
| Livigno Pass                          | 2315            | Poschiavo (Graubünden)/Livigno (Lombardie)                                | Švýcarsko/Itálie |
| Passo di Foscagno                     | 2291            | Livigno/Bormio (Lombardie)                                                | Itálie           |
| Passo del Forno (Ofen Pass)           | 2149            | Zernez/Santa Maria (Graubünden)                                           | Švýcarsko        |
| Reschen Pass                          | 1504            | Pfunds (Tirol)/Schluderns (Tridentsko-Horní Adiže)                        | Itálie           |
| Timmelsjoch                           | 2474            | Sölden (Tirol)/Merano (Tridentsko-Horní Adiže)                            | Rakousko/Itálie  |
| Brennerský průsmyk                    | 1374            | Innsbruck (Tirol)/Sterzing (Tridentsko-Horní Adiže)                       | Rakousko/Itálie  |
| Hochtor                               | 2576            | Zell am See (Salcbursko)/Heiligenblut (Korutany)                          | Rakousko         |
| Radstädter Tauern                     | 1738            | Radstadt/Tamsweg (Salcbursko)                                             | Rakousko         |
| Sölklpass                             | 1790            | Gröbming/Murau (Štýrsko)                                                  | Rakousko         |
| Triebener Tauern                      | 1274            | Trieben/Judenburg (Štýrsko)                                               | Rakousko         |
| Schoberpass                           | 849             | Liezen/Leoben (Štýrsko)                                                   | Rakousko         |
| Präbichl Pass                         | 1226            | Mooslandl/Trofaiach (Štýrsko)                                             | Rakousko         |
| Steirischer Seeberg                   | 1246            | Mariazell/Turnau (Štýrsko)                                                | Rakousko         |
| Niederalpl Pass                       | 1221            | Aschbach/Mürzsteg (Štýrsko)                                               | Rakousko         |
| Lahnsattel                            | 1015            | Mariazell/Mürzsteg (Štýrsko)                                              | Rakousko         |
| Kalte Kuchel                          | 728             | St Aegyd am Neuwald/Rohr im Gebirge (Dolní Rakousy)                       | Rakousko         |
| Gerichtsberg                          | 581             | Hainfeld/Kaumberg (Dolní Rakousy)                                         | Rakousko         |
| Klammhöhe                             | 618             | Bernau/Laaben (Dolní Rakousy)                                             | Rakousko         |

### Čtyřtisícovky na hlavním hřebeni
Z 82 alpských čtyřtisícovek, které jsou vedeny v oficiálním seznamu Mezinárodní horolezecké federace (UIAA) jich leží přímo v hlavním hřebeni jen 30. Jsou to, ve směru výše uvedeného popisu, tyto:
- Aiguille de Bionnassay (4052 m)
- Dôme du Goûter (4304 m)
- Mont Blanc (4808 m)
- Mont Maudit (4465 m)
- Dent du Géant (4013)
- Aiguille de Rochefort (4001 m)
- Dôme de Rochefort (4015 m)
- Grandes Jorasses Pointe Marguerite (4066 m)
- Grandes Jorasses Pointe Hélène (4045 m)
- Grandes Jorasses Pointe Croz (4110 m)
- Grandes Jorasses Pointe Whymper (4184 m)
- Grandes Jorasses Pointe Walker (4208 m)
- Dent d'Hérens (4171 m)
- Matterhorn (4478 m)
- Breithorn Z vrchol (4164 m)
- Breithorn střední vrchol (4160 m)
- Breithorn Z Zwilling (4139 m)
- Breithorn V Zwilling (4106 m)
- Breithorn Roccia Nera (4075 m)
- Pollux (4092 m)
- Castor (4228 m)
- Lyskamm Z vchol (4479 m)
- Lyskamm V vchol (4527 m)
- Ludwigshöhe (4344 m)
- Parrotspitze (4443 m)
- Punta Gnifetti (4554 m)
- Zumsteinspitze (4573 m)
- Nordend (4609 m)
- Weissmies (4023 m)
- Lagginhorn (4010 m)

Z deseti nejvyšších alpských hor jich leží na hlavním hřebeni pět.

### Významné ledovce podél hlavního hřebene
Ledovce se vyskytují převážně v Západních Alpách, ve kterých se nacházejí, zejména v jejich severní části, značně vysoké a zároveň plošně rozlehlé oblasti. Tyto oblasti, bohaté na srážky, jsou po většinu roku prochlazené, k tání sněhu zde dochází jen omezeně a sníh se postupně přetváří v led. Tak se v okolí nejvyšších vrcholů vytvářejí rozsáhlé, avšak většinou nesouvislé, ledovcové pokryvy. V souvislosti s globálním oteplováním se v současné době objem ledu v ledovcích postupně zmenšuje a ledovce ztrácejí jak na mocnosti tak na délce. V Alpách jako celku se vyskytuje několik tisíc ledovců, většinou se však jedná o ledovce malého rozsahu.
Rozsáhlejší trvalé zalednění se vyskytuje v Dauphinských a Grajských Alpách, skupinách Vanoise a Mont Blanc, Walliských, Bernských a Tessinských Alpách, Urnských a Glarnských Alpách, skupinách Bernina, Ortles, Silvretta, Adamello-Presanella, Ötztalských a Stubaiských Alpách a ve Vysokých Taurách. Jen menší částí těchto skupin prochází hlavní alpský hřeben.
V blízkosti hlavního hřebene v Západních Alpách největšími ledovci jsou Bossons, Géant, Mer de Glace, Argentiére a Miagi, všechny v okolí Mont Blancu, dále ledovce Otemma, Arolla, Mont Miné a Ferpécle v západní části Walliských Alp a ledovce Grenzgletscher, Gornergletscher a Findelgletscher ve východní části Waliských Alp. Ledovce Mer de Glace a Gornergletscher jsou v současné době podle délky (oba shodně asi 15 km) druhým a třetím nejdelším údolním ledovcem v Evropě, když nejdelší Aletschgletscher se nachází poměrně daleko od hlavního hřebene.
Ve Východních Alpách lze rozsáhlejší zalednění okolo hlavního hřebene najít ve skupině Bernina (ledovce Roseg, Tschierva, Scerscen Inferiore a Superiore, Morteratsch a Palü), v Ötztalských Alpách (ledovce Gepatschferner, Marzellferner, a Guglerferner) a Stubaiských Alpách (ledovce Sulzenauferner a Übeltalferner). Nejdále na východ je rozšířeno zalednění v okolí Großvenedigeru (ledovce Obersulzbachkees a Schlatenkees) a Großglockneru (ledovce Teischnitzkes, Pasterze a Bockkarkees). Mohutné ubývání ledovců je dokumentováno pro veřejnost např. u ledovce Pasterze pod Großglocknerem v expozici na vyhlídce Franz Josef Höhe, nacházející se nad tímto ledovcem.

### Mapy
- Die Alpen, Euro - Reiseatlas 1 : 300 000, Falk Verlag München,1998
- portál www.mapy.cz